# 如果我不在乎
如果我不在乎（英語：If I Didn't Care）是一首由傑克·勞倫斯所寫的歌曲，在1939年由The Ink Spots及比爾·肯尼演唱和錄製。该歌曲在当时的畅销榜上位列第10名，在全球范围内销量超过一千万张。

## 背景
《Ink Spots》专辑以1900万张的销量成为史上第十畅销单曲，成为全球销量超过1000万张(或更多)的不到40张单曲之一。据劳伦斯说，他把这首歌寄给了他的一些朋友。他的朋友们对这首歌的反应几乎都是负面的，但他仍然对这首歌持积极态度，后来这首歌成为他最大的成功之一。